# Кобаяси, Садаёси
Садаёси Кобаяси (яп. 小林 定義; 14 февраля 1905, Канагава — 23 мая 1997) — японский хоккеист на траве, защитник; тренер. Серебряный призёр летних Олимпийских игр 1932 года.

## Биография
Садаёси Кобаяси родился 14 февраля 1905 года в японской префектуре Канагава.
Учился в университете Мэйдзи в Токио, играл в хоккей на траве за его команду и «Сундай».
В 1932 году вошёл в состав сборной Японии по хоккею на траве на летних Олимпийских играх в Лос-Анджелесе и завоевал серебряную медаль. Играл на позиции защитника, провёл 2 матча, мячей не забивал.
В 1964 году был тренером сборной Японии по хоккею на траве на Олимпийских играх в Токио, где она поделила 7-8-е места.
В 1979 году удостоен национальной спортивной премии газеты «Асахи симбун».
Был директором хоккейного клуба университета Мэйдзи, занимался распространением хоккея на траве в японских школах.
Умер 23 мая 1997 года.